# Internetwork Packet eXchange Fragmentation
IPXF, Internetwork Packet eXchange Fragmentation ist ein von Novell entwickelte Netzprotokoll als Erweiterung von IPX.
Ein großes UDP-Datenpaket (User Datagram Protocol) kann nicht direkt über IPX gesendet werden, da UDP-Pakete bis zu 64 KiByte groß sein können, IPX-Pakete dagegen durch die MTU begrenzt werden. Folglich müssen große UDP-Pakete aufgeteilt (fragmentiert) werden, bevor sie über IPX gesendet werden können. Um große aufgeteilte UDP-Pakete zu ermöglichen, lässt UDP die Pakete über die IPXF-Schicht statt IPX laufen.
Für den IPXF-Benutzer stellt sich IPXF wie IPX dar. Das heißt, die Datenpakete zu IPXF wie Ziel-IPX-Adresse/-Socket werden zusammen mit dem Paket spezifiziert. (Für UDP sind Quell-Sockets und Ziel-Sockets 0x9092.)
IPXF ist im RFC 1791 definiert.

## Das Protokoll im OSI-Modell
Das Protokoll im OSI-Modell (siehe im Vergleich dazu das TCP/IP-Referenzmodell, OSI-Modell):
| OSI-Schicht | OSI-Schicht    | Englisch     | Einordnung             | TCP/IP-Schicht | Einordnung              | IPX/SPX/NCP                     |  |
| ----------- | -------------- | ------------ | ---------------------- | -------------- | ----------------------- | ------------------------------- |  |
| 7           | Anwendung      | Application  | Anwendungs- orientiert | Anwendung      | Ende zu Ende (Multihop) | NCP                             |  |
| 6           | Darstellung    | Presentation | Anwendungs- orientiert | Anwendung      | Ende zu Ende (Multihop) | NCP                             |  |
| 5           | Sitzung        | Session      | Anwendungs- orientiert | Anwendung      | Ende zu Ende (Multihop) | NCP                             |  |
| 4           | Transport      | Transport    | Transport- orientiert  | Host to Host   | Ende zu Ende (Multihop) | SPX, TCP, UDP                   |  |
| 3           | Vermittlung    | Network      | Transport- orientiert  | Internet       | Punkt zu Punkt          | IPX, IPXF                       |  |
| 2           | Sicherung      | Data Link    | Transport- orientiert  | Netzwerk       | Punkt zu Punkt          | Ethernet Token Ring FDDI ARCNET |  |
| 1           | Bitübertragung | Physical     | Transport- orientiert  | Netzwerk       | Punkt zu Punkt          | Ethernet Token Ring FDDI ARCNET |  |